# IPhone 14 Pro
iPhone 14 Pro a iPhone 14 Pro Max jsou high-end smartphony navržené, vyvíjené a vyráběné americkou společností Apple. Jedná se o šestnáctou generaci chytrých mobilních telefonů z řady iPhone, která nahrazuje 15. generaci – iPhone 13 Pro a iPhone 13 Pro Max. iPhone 14 Pro a 14 Pro Max jsou prvními iPhony, které mají nový typ výřezu displeje, tzv. „Dynamic Island“ a zároveň upouštějí tyto iPhony ve Spojených státech od čtečky SIM karet a jsou tak funkční pouze s eSIM.
Zařízení byla představena spolu s iPhonem 14 a iPhonem 14 Plus na Apple Eventu kalifonském Cupertinu 7. září 2022.

## Historie
iPhone 14 Pro a iPhone 14 Pro Max byly oficiálně oznámeny na Apple Eventu „Far Out“ v kalifornském Cupertinu na virtuální konferenci spolu s iPhone 14, iPhone 14 Plus, Apple Watch Series 8, 2. generací Apple Watch SE, Apple Watch Ultra, 2. generací AirPods Pro a novými aktualizacemi Apple Fitness+ dne 7. září 2022.

## Specifikace

### Hardware

#### Čipová sada
iPhone 14 Pro a Pro Max jsou vybaveny novým čipset A16 Bionic, vyráběný společnost TSMC s 5nm technologií, který nahrazuje čipset A15 Bionic, který se vyskytuje u řad iPhone 13 a iPhone 13 Pro, třetí generace iPhonu SE a iPhonu 14 a iPhonu 14 Plus.

#### Kamerový systém
iPhone 14 Pro a Pro Max je vybaven novým 48megapixelovým snímačem, který umožňuje dvojnásobný zoom a 4k video bez digitálního zoomu. Zároveň je použit nový „Photonic Engine“ pro lepší kvalitu obrazu a videa.
Přední kamera má nyní automatické ostření a na snímku v režimu Portrét dokáže rozpoznat vícero lidí.

#### Displej
iPhone má nyní nový Super Retina Display XDR, který dosahuje maxima svítivosti 2000 nitů. Displej má také standardní obnovovací frekvenci 120 Hz s technologií LTPO.
iPhone 14 Pro má rozlišení 2556 x 1179 pixelů s 460 PPI (pixels per inch), zatímco varianta Pro Max má rozlišení 2796 x 1290 pixelů také s 460 PPI. Obě varianty také nově podporují funkci „always on display“.

#### Baterie
iPhone 14 Pro Max poskytuje 29 hodin přehrávání videa, zatímco varianta Pro poskytuje 23 hodin přehrávání videa.

### Software

#### Dynamic Island
Dynamic Island je přepracovaný výřez displeje, který se nachází v modelech iPhone počínaje iPhonem X. Nově se nachází pod hranou displeje, a není tedy spojený s rámečkem telefonu. Je navržen tak, aby poskytoval informace, jako jsou upozornění na úrovni hardwaru a systému, data médií a další funkce specifické pro dané aplikace – tyto ikony se mohou objevit jako rozšíření na obou stranách senzorů, přičemž pozadí odpovídá černé barvě výřezu obrazovky a plynule se rozšiřuje podle potřeb. Dynamic Island lze také dále rozšířit na šířku displeje, například u upozornění na příchozí hovory, nebo ho lze rozšířit také na výšku – například pro indikátor Face ID.
Na Dynamic Island lze také klepnout a zobrazit tak další podrobnosti – například probíhající aktivity, jako jsou trasy v mapách nebo sportovní údaje během cvičení.

## Design
iPhone 14 Pro a iPhone 14 Pro Max jsou dostupné ve čtyřech barevných verzích – stříbrná, vesmírně černá, zlatá a temně fialová.
| Barva | Název          |
| ----- | -------------- |
|       | Stříbrná       |
|       | Vesmírně černá |
|       | Zlatá          |
|       | Temně fialová  |

## Kontroverze
Nový čip A16 Bionic je pouze v modelu iPhone 14 Pro a Pro Max, ostatní modely mají loňský čip A15 Bionic. Podle prezentace nového iPhonu Pro je čip A16 vyráběn novým 4 nm výrobním procesem, avšak podle firmy TSMC, která pro Apple čipy vyrábí, jde o technologii N4, která je pouze vylepšenou verzí technologie N5, kterou TSMC řadí do rodiny 5 nm výrobního procesu.
Při uvedení nových telefonů iPhone 14 Pro (a Max) byla představena technologie Dynamic Island, která byla označena za novinku, která zde dosud nebyla. Ve skutečnosti jde o technologii, kterou jako první uvedla už 26. prosince 2018 firma Huawei u svého modelu Honor View20 (Honor V20).
Funkce Always on display nerozsvěcí jen potřebné pixely na displeji, ale na nízký jas rozsvěcí celý displej (avšak s úspornou obnovovací frekvencí 1 Hz), což v temném prostředí pro některé uživatele znemožňuje rozeznat, jestli je telefon uspaný nebo vzbuzený (stav je indikován tmavými či světlými hodinami) a může mít negativní dopad na výdrž baterie (funkce jde vypnout). Možnosti většího uživatelského přizpůsobení chybí.